# Volkshaus
Volkshaus é uma casa de shows localizado em Zurique, Suíça. Foi realizado um dos shows da killers tour do iron maiden em 1981